# 팍스 아메리카나

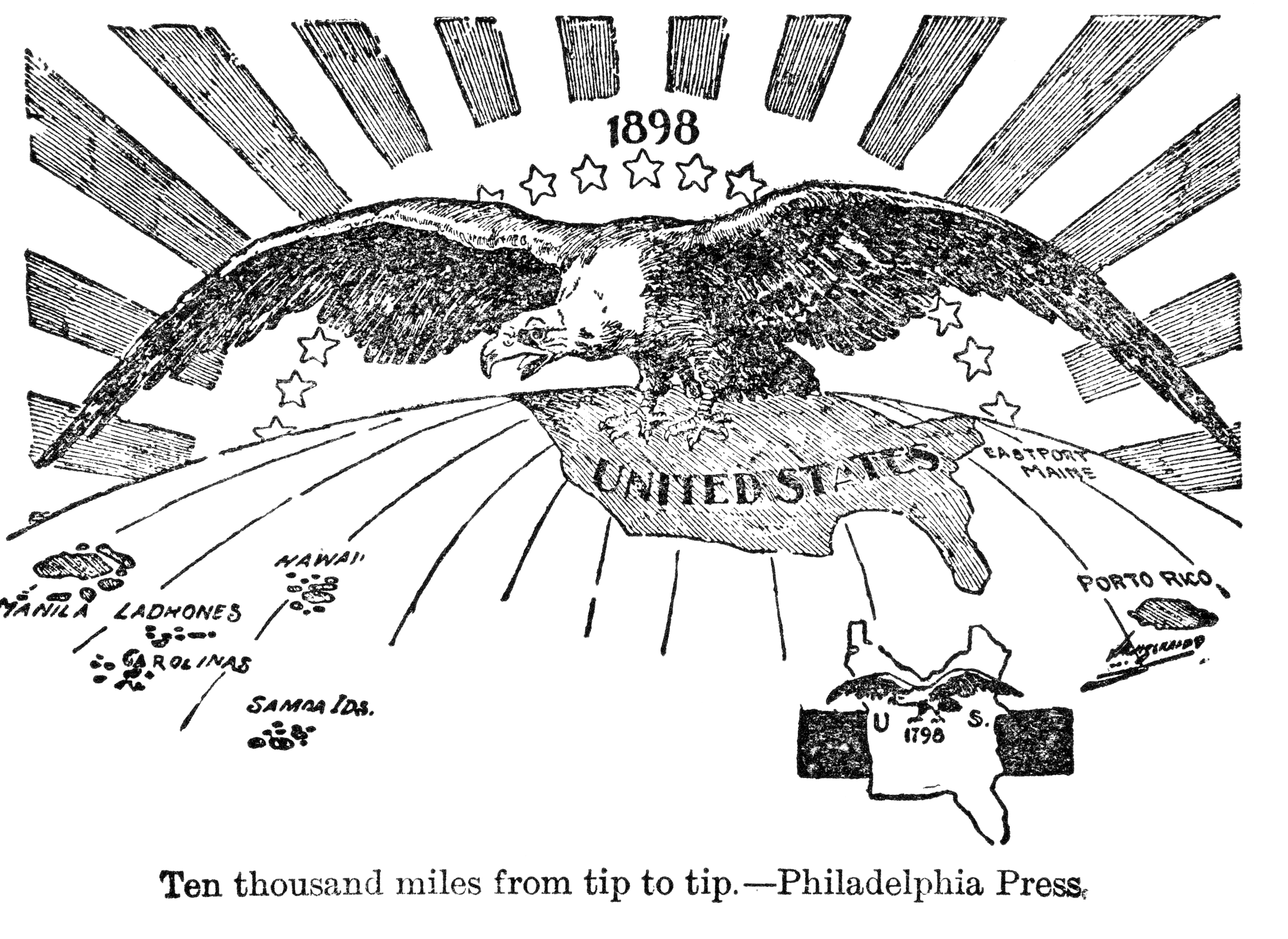

팍스 아메리카나(라틴어: Pax Americana, 영어: American Peace)는 20세기 후반부 서양세계의 평화와 관련한 역사적 개념이다. 미국의 역사에서 종종 남북 전쟁 이후의 시기를 의미하는 경우도 있지만, 대개는 세계의 역사에서 제2차 세계대전 이후 미국이 강력한 국력을 바탕으로 팍스 브리타니카에 뒤 이은 국제 평화 질서를 이끈 것을 뜻한다.
팍스 아메리카나라는 용어가 일반적으로 사용되기 시작한 것은 제2차 세계대전이 끝난 1945년 이후이다. 팍스 아메리카나는 로마 제국의 팍스 로마나, 스페인 제국의 팍스 히스파니카, 영국 제국의 팍스 브리타니카와 같이 세계적 패권 국가로서의 미국을 비유하는데 쓰인다.

## 의미
평화라는 의미의 팍스(라틴어: Pax)는 국제 정치에서 중심국가의 지배에 의해 주변국가가 평화를 유지한다는 뜻으로, 군사 개입이나 경제적 통제를 통한 중심국의 완결된 패권주의 체제를 말한다. 역사상 팍스 체제는 로마 제국의 팍스 로마나, 스페인 제국의 팍스 히스파니카, 영국 제국의 팍스 브리타니카 등과 현재 진행 중인 팍스 아메리카나를 들 수 있다.

## 초기
미국은 19세기부터 아메리카 대륙에서 패권을 확립하였으나 먼로 독트린에 입각하여 유럽 대륙과는 상호 불개입을 중시하였다. 이에 따라 한동안 미국은 패권을 아메리카 대륙에 한정하고 보호주의와 고립주의 정책을 유지하였으나 제1차 세계대전 참전을 계기로 우드로 윌슨이 국제연맹의 창설을 주도하는 등 국제체제에 참여하기 시작하였으며, 많은 역사가들은 이 시기를 팍스 브리타니카와 팍스 아메리카나의 전환기로 본다.

## 냉전 시기
제2차 세계 대전 이후 20세기 후반 동안 미국은 소련과 체제 경쟁을 통해 냉전을 벌여나갔으며, 냉전의 승리는 미국의 대외 관계에서 가장 주된 목표였다. 이러한 점을 고려하여 팍스 아메리카나 에트 소비에티카(라틴어: Pax americana et sovietica)라고 기술하는 경우도 있다.
냉전기에 미국 영향권 하에 있던 서구권에서는 주요 국가 사이에 큰 무력 충돌이 발생하지 않았으며 빠른 경제성장이 있었다. 그러나 세부적인 대외 정책을 볼 때 미국은 강력한 군사 개입을 통해 자국의 패권을 지키려 시도하기도 하였다. 도미노 이론을 들어 베트남 전쟁을 통해 인도차이나 반도에 군사 개입을 한 것은 미국의 패권주의를 보여주는 대표적인 사례로 꼽힌다. 팍스 아메리카나는 이러한 미국의 패권주의를 비판하는 의미에서 사용되기도 하였으며, 미국 정부 역시 이러한 비판을 잘 인식하고 있었다. 존 F. 케네디는 1963년 6월 10일 대학교 학위수여식에서 다음과 같이 연설하였다.
 이 자리를 빌려 나는 그에 대해 우리가 무지하다는 것을 너무나 늦게 자각하는 문제이자 지구상에서 가장 중요한 주제에 대해 논하고자 합니다. 그것은 평화입니다. 제가 말하고자 하는 평화, 우리가 찾아야 하는 평화는 어떠한 것일까요? 그것은 미국의 전쟁무기로 세계를 강압하는 팍스 아메리카나를 뜻하는 것이 결코 아닙니다. 노예상태의 안전을 주는 그런 평화가 아닙니다. 나는 진정한 평화에 대해 말하고자 합니다. 지구상의 생명을 살리고 사람들과 국가들을 성장시키는 그런 평화 말입니다.

## 냉전 이후
1991년 소련이 붕괴한 이후 국제 정치의 세력 균형이 붕괴되고 미국이 사실상 유일한 초강대국이 되었다. 1990년대 이후 21세기 초에 이르기까지 미국은 걸프 전쟁, 이라크 전쟁 등을 통해 유엔과는 별도로 독자적인 군사 개입을 진행하였다. 이러한 미국 주도의 세계 질서 개편은 신세계질서(영어: New world order)라 하는데, 이 역시 팍스 아메리카의 연장선으로 이해되고 있다. 그러나 일부 분석가들은 도널드 트럼프의 대통령 당선으로 대표되는 서구권의 포퓰리즘 대두와 이에 수반한 미국의 탈세계화 경향에 의해 팍스 아메리카나가 쇠퇴하기 시작하였다고 주장한다.

## 비판
평화 운동가들은 팍스 체제에 의해 중심국의 패권으로 유지되는 평화가 강자의 폭력으로 약자를 억누름으로써 유지되는 평화, 즉 비판적으로 말한다면 평화유지를 명분으로 약자의 저항을 억누르는 폭력이라고 비판한다. 비폭력주의 교회의 하나인 후터라이트교회의 장로인 요한 크리스토프 아놀드는 이를 약자의 목을 조르면서 "조용히 해. 평화를!"이라고 윽박지르는 가짜 평화라고 비판했다.

## 같이 보기
- 초강대국
- 극초강대국
- 국제경찰
- 신보수주의
- 긴 평화